# 艾利索
亞歷山德羅·林德布拉德（瑞典語：Alessandro Lindblad，1991年7月7日—），藝名艾利索，瑞典DJ、音樂製作人、音樂家。他曾與多位藝人合作，包括托芙·蘿、西奧·哈奇卡夫特、瑞恩·泰德、凱文·哈里斯、亞瑟小子、大衛·庫塔、塞巴斯蒂安·因格羅索。他也曾在多個音樂節上表演，包括科切拉音樂節、電子雛菊嘉年華、明日世界電子音樂節。2012年，MTV稱之為「電子舞曲界最受矚目的新星」之一，曾邀請他擔任「MDNA世界巡迴演唱會」部分場次熱場嘉賓的瑪丹娜也稱之為「舞曲界的明日巨頭」。2015年，他在《DJ雜誌》公布的世界百大DJ排行榜上位列第13名。他的首張全長專輯《Forever》在2015年5月22日通過Def Jam唱片公司發行。

## 音樂事業
艾利索出生在瑞典斯德哥爾摩，並同時擁有瑞典人和義大利人的血統。他在7歲的時候開始彈奏鋼琴，但在16歲的時候開始對電子舞曲產生興趣。艾利索在2010年發行《Alesso EP》之後首度獲得知名度。2011年早期，瑞典浩室黑手黨裡的塞巴斯蒂安·因格羅索聯繫艾利索並詢問他是否願意一起工作。塞巴斯蒂安讓他接觸到DJ的工作並幫助他製作音樂。自此之後，塞巴斯蒂安扮演著類似艾利索的導師的角色，艾利索稱呼這位比他年長的瑞典人為「大哥」。儘管在2011年還在學習做DJ，艾利索在同年首度登上《DJ雜誌》世界百大DJ排行榜並位列第70名。
艾利索與塞巴斯蒂安·因格羅索最早合作的歌曲之一是2011年一首名為《Calling》的歌曲，該歌曲曾位列Beatport排行榜第2名。該歌曲之後更名為《Calling (Lose My Mind)》並有瑞恩·泰德的加入。艾利索在2011年為納迪亞·阿里的歌曲《Pressure》製作的混音版本在Hype Machine網站達到第1名並成為2011年播放次數最多的電子舞曲之一。自此之後，他的人氣持續上升。MTV在2012年稱他為「電子舞曲界最受矚目的新星」之一，他也在2012年3月錄製BBC廣播一台的Essential Mix節目。他曾在奶油地音樂節6萬名觀眾面前表演，也曾跟隨瑪丹娜在她的「MDNA世界巡迴演唱會」的部分歐洲場次表演。截至2012年年尾，艾利索與馬修·柯瑪一起發行了另一首名為《Years》的歌曲並在英國有不錯的成績。2012年他在《DJ雜誌》世界百大DJ排行榜並上位列第20名。
截至2013年，艾利索已經在包括科切拉音樂節、電子雛菊嘉年華、超世代音樂節、明日世界電子音樂節在內的音樂節上表演過。他發行了一首共和世代的歌曲《If I Lose Myself》的混音版本並提名格萊美獎，並在SoundCloud上短時間內獲得1百萬的試聽量。艾利索與凱文·哈里斯、傷痛樂團合作發行歌曲《Under Control》，並獲得了8800萬的點閱率。2013年，他在《DJ雜誌》世界百大DJ排行榜上為列第13名，也是他目前最好的名次。
2014年7月，艾利索與Def Jam唱片公司簽約，成為繼艾佛傑克之後第二位簽約這家唱片公司的電子舞曲製作人。他也發行了一首名為《Tear the Roof Up》的新歌，被受到贊恩·洛的讚賞。歌曲《Tear The Roof Up》的音樂錄影帶在2014年9月在Snapchat上獨家發行。艾利索也開始了他的「Heroes世界巡迴演唱會」，名字來自他製作並由托芙·蘿演唱的歌曲《Heroes (We Could Be)》。巡演期間，艾利索與國際慈善組織「希望響鐘」合作。截至2014年10月，艾利索幫助這個慈善組織籌集到了5萬美金。他的首張錄音室專輯原本預計在2015年1月至3月發行，但是該專輯在2015年5月22日發行。專輯中包括歌曲《Heroes (We Could Be)》和《Tear The Roof Up》。單曲《Heroes (We Could Be)》在2014年12月15日正式發行。他的新單曲《Cool》與羅伊·英格利什合作，並在2015年2月13日在BBC廣播一台首播。這首歌採樣了凱莉·米洛的歌曲《Get Outta My Way》，在2015年2月16日和17日陸續在歐洲和北美洲正式發行。
2016年9月30日，與台灣歌手蔡依林合作的歌曲《I Wanna Know》的全新版本正式發行。艾利索與蔡依林也在當天在國際音樂峰會上討論東西方如何在電子音樂上縮小差距。2016年10月1日，艾利索和蔡依林一起在上海的百威風暴電音節上表演歌曲《I Wanna Know》和一首混音版本的蔡依林的歌曲《Play我呸》。2016年10月4日，艾利索與韓國組合EXO成員Chen發行了一首全新版本的歌曲《Years》。這首歌通過SM Station在10月7日正式發行。
2016年10月7日，艾利索在台灣的超世代音樂節上發行了他和狄龍·法蘭西斯共同製作的歌曲《Take my Breath Away》的幾週之後，他宣布一首全新合作的單曲將會在2016年10月21日發行。

## 音樂作品

### 錄音室專輯
- 《Forever》（2015）

### 單曲

#### 2012
- Calling (Lose My Mind) (with Sebastian Ingrosso feat. Ryan Tedder)
- Years (feat. Matthew Koma)

#### 2013
- If I Lose Myself (with OneRepublic)
- City of Dreams (with Dirty South and Ruben Haze)
- Under Control (with Calvin Harris feat. Hurts)

#### 2014
- Tear the Roof Up
- Heroes (We Could Be) (feat. Tove Lo)

#### 2015
- Cool (feat. Roy English)
- Sweet Escape (feat. Sierna)
- Anthem

#### 2016
- I Wanna Know (feat. Nico & Vince)
- I Wanna Know (feat. 蔡依林)

### 混音

#### 2010
- Tim Berg - Alcoholic (Alesso Taking It Back Remix)
- Deniz Koyu feat. Shena - Time of Our Lives (Alesso Remix)

#### 2011
- Therese - Drop It Like It's Hot (Alesso Remix)
- Dúné - Heiress of Valentina (Alesso Exclusive Mix)
- Erik Holmberg and Niko Bellotto feat. JB - Running Up That Hill (Alesso Remix)
- Nadia Ali, Starkillers and Alex Kenji - Pressure (Alesso Remix)
- Swedish House Mafia - Save the World (Alesso Remix)
- DEVolution - Good Love (Alesso Remix)
- LMFAO feat. Lauren Bennett and GoonRock - Party Rock Anthem (Alesso Remix)
- David Guetta feat. Sia - Titanium (Alesso Remix)
- Jasper Forks - River Flows In You (Alesso Remix)

#### 2012
- Arty - When I See You (Alesso Mix)
- Keane - Silenced by the Night (Alesso Remix)

#### 2015
- Maroon 5 - This Summer (Maroon 5 vs. Alesso)

#### 2016
- Alesso - I Wanna Know (Alesso and Deniz Koyu Remix)
- 蔡依林 - Play我呸 (Alesso Remix Version)
- Chen - Years (Korean & Chinese Version)

#### 2017
- The Chainsmokers, Coldplay - Something Just Like This (Alesso Remix)

### 製作

#### 2012
- Usher - Numb
- Example (音樂家)（英语：Example (musician)） - Queen of Your Dreams

## 外部連結
- 官方網站